# Zehneria hallii
Zehneria hallii är en gurkväxtart som beskrevs av John Frederick Jeffrey. Zehneria hallii ingår i släktet Zehneria och familjen gurkväxter. Inga underarter finns listade i Catalogue of Life.